# Акимівка (Павлодарська область)
Акимівка (каз. Акимовка) — скасоване село в Павлодарському районі Павлодарської області Казахстану.

## Населення
За переписом 1926 р. на селі проживало 169 осіб. Село населяли німці, які сповідували лютеранство.

## Історія
Село Якимівка засноване в 1909 році німцями переселенцями з Таврійської і Катеринославської губерній. У 1927 р. село входило до складу Єфремівського сільського округу Первомайської волості Павлодарського повіту Семипалатинської області. У 1929 р. створено колгосп «25-е Жовтня». У 1931 р. на його базі, а також колгоспу «Трудовий колоніст» с. Розівка створено колгосп-гігант «Форвертс» (пізніше перейменований в «Рот-Фронт»).